# Поди (Чугуївський район)
Поди́ — село в Україні, у Новопокровській селищній громаді Чугуївського району Харківської області. Населення становить 66 осіб. До 2020 орган місцевого самоврядування — Старопокровська сільська рада.

## Географія
Село Поди розташоване на лівому березі річки Уда, вище за течією примикає селище Новопокровка, на протилежному березі — село Стара Покровка, нижче по течії за 1 км — колишнє селище Лаптєва. Поруч проходить залізниця, станція Есхар.

## Історія
- 1647 — рік заснування.
- 12 червня 2020 року, відповідно до Розпорядження Кабінету Міністрів України  № 725-р «Про визначення адміністративних центрів та затвердження територій територіальних громад Харківської області», увійшло до складу Новопокровської селищної громади .[2]
- 17 липня 2020 року, в результаті адміністративно-територіальної реформи та ліквідації колишнього Чугуївського району, увійшло до складу новоутвореного Чугуївського району Харківської області.[3]

## Населення

### Мова
Розподіл населення за рідною мовою за даними перепису 2001 року:
| Мова       | Кількість | Відсоток |
| ---------- | --------- | -------- |
| російська  | 51        | 77.27%   |
| українська | 15        | 22.73%   |
| Усього     | 66        | 100%     |

## Економіка
- Новопокровський комбінат хлібопродуктів.